# 마계전기 디스가이아 7
마계전기 디스가이아 7(魔界戦記ディスガイア7, Disgaea 7: Vows of the Virtueless)는 니폰이치 소프트웨어에서 개발하고 출시한 전술 롤플레잉 비디오 게임이며 마계전기 디스가이아 시리즈의 일부이다. 2023년 1월 26일 일본에서 플레이스테이션 4, 플레이스테이션 5, 닌텐도 스위치용으로 출시되었으며 북미에서는 2023년 10월 3일 마이크로소프트 윈도우용으로도 출시되었다.

## 게임플레이
전작과 마찬가지로 디스가이아 7은 전술적 롤플레잉 비디오 게임이다. 이 게임은 악마 전사 후지(Fuji)와 그의 동료 피리리카(Pirilika)가 히노모토(Hinomoto)라는 지하 세계에서 모험을 시작하는 과정을 따르다. 플레이어 캐릭터의 크기를 늘리는 "Jumbability"와 같은 새로운 메커니즘이 도입되었다. 이 게임은 또한 프랜차이즈 최초로 경쟁적인 멀티플레이어 모드를 제공한다.

## 개발
게임의 서부 릴리스는 2023년 1월 니폰이치 소프트웨어에서 공식적으로 공개되었다. 게임 데모는 2023년 9월 PS4, PS5 및 스위치 소유자를 위해 출시되었다.

## 반응
리뷰 애그리게이터인 메타크리틱에 따르면, 이 게임은 출시 후 전반적으로 긍정적인 평가를 받았다. 이 게임은 일본 출시 첫 주에 31,014개의 디지털 카피 외에 스위치에서 13,094개의 실제 소매 카피, 플레이스테이션 4에서 3,568개의 실제 소매 카피, 플레이스테이션 5에서 2,324개의 실제 소매 카피를 판매했다.